# Palamós CF
Palamós Club de Futbol, S.A.D. – hiszpański klub piłkarski, grający w Tercera División, mający siedzibę w mieście Palamós.

## Sezony
| Sezon   | Liga | Miejsce | Puchar Króla |
| ------- | ---- | ------- | ------------ |
| 1987/88 | 3ª   | 1.      |              |
| 1988/89 | 2ªB  | 1.      |              |
| 1989/90 | 2ª   | 8.      |              |
| 1990/91 | 2ª   | 16.     |              |
| 1991/92 | 2ª   | 14.     |              |
| 1992/93 | 2ª   | 14.     | I runda      |
| 1993/94 | 2ª   | 13.     |              |
| 1994/95 | 2ª   | 17.     |              |
| 1995/96 | 3ª   | 4.      |              |
| 1996/97 | 3ª   | 1.      |              |
| 1997/98 | 3ªB  | 2.      |              |
| 1998/99 | 2ªB  | 19.     |              |
| 1999/00 | 3ª   | 5.      |              |
| 2000/01 | 3ª   | 4.      |              |
| 2001/02 | 3ª   | 1.      | 1/32         |

| Sezon   | Liga    | Miejsce | Puchar Króla |
| ------- | ------- | ------- | ------------ |
| 2002/03 | 2ªB     | 12.     |              |
| 2003/04 | 2ªB     | 20.     |              |
| 2004/05 | 3ª      | 12.     |              |
| 2005/06 | 3ª      | 16.     |              |
| 2006/07 | 3ª      | 9.      |              |
| 2007/08 | 3ª      | 6.      |              |
| 2008/09 | 3ª      | 17.     |              |
| 2009/10 | 3ª      | 12.     |              |
| 2010/11 | 3ª      | 18.     |              |
| 2011/12 | 1ª Cat. | 5.      |              |
| 2012/13 | 3ª      | 12.     |              |
| 2013/14 | 3ª      | 7.      |              |
| 2014/15 | 3ª      | 11.     |              |
| 2015/16 | 3ª      | 12.     |              |

- 6 sezonów w Segunda División
- 4 sezonów w Segunda División B
- 19 sezony w Tercera División

## Sukcesy
- Copa Catalunya: 1992
- Segunda División B: 1988/89
- Tercera División: 1987/88, 1996/97, 2001/02

## Znani gracze
- Carlos Alfaro Moreno
- Antoni Lima Solá
- Juan Epitié
- David Belenguer
- Juan Carlos Pérez Rojo